# 國立東華大學環境暨海洋學院

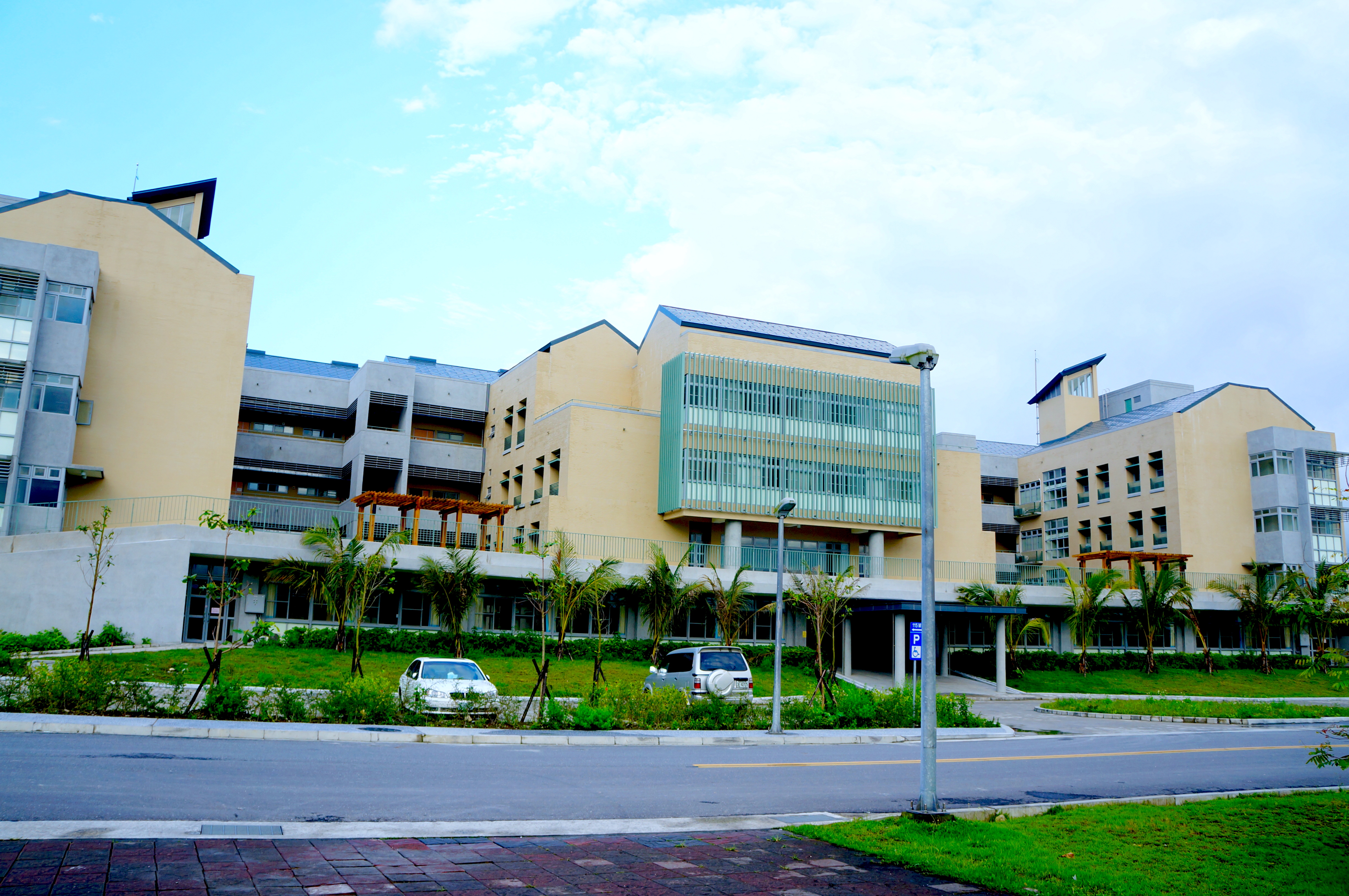
東華環海學院院館建築

國立東華大學環境暨海洋學院（英語：NDHU College of Environmental Studies and Oceanography，縮寫NDHU CESO），簡稱東華環海學院，成立於2022年。前身為全臺灣第一座環境學院，由自然資源管理研究所、環境政策研究所、生態與環境教育研究所、地球科學研究所、生物資源與科技研究所而成。2022年，國立東華大學環境學院與海洋科學學院整合，創建出一座「透過跨領域科學，研究社會生態系統問題」之科際整合學院，以環境政策、海洋學、社會生態學、環境社會科學、自然資源管理、永續發展聞名，頒授學士、碩士、博士學位。
東華環海學院旗下有全臺灣第一所「人文與環境碩士學位學程」（MSc in Humanity and  Environmental Science），由人文社會科學院、原住民民族學院合辦，培育具國際觀與環境社會科學思維之環境改變者。 同時與清大生醫學院、臺大、科博館、《科學人》共同開辦「未來地球生態學程」培育臺灣博物學家。

## 院史

### 前身

#### 自然資源管理研究所
國立東華大學自然資源管理研究所，創立於1994年，隸屬國立東華大學管理學院，為全臺灣自然資源管理領域之先河，由太魯閣國家公園管理處首任處長徐國士創辦，以自然資源管理、自然保育為主軸，隨著其自然觀光資源與環境治理領域快速發展，獨立出環境政策研究所、觀光遊憩管理研究所，並於2005年成立自然資源管理博士班。

#### 環境政策研究所
國立東華大學環境政策研究所，創立於1999年，隸屬國立東華大學管理學院，由環境政策學者王鴻濬博士創辦，為臺灣第一座環境政策研究所，以環境政策、環境管理、永續發展策略為主軸，研究人類社會與生態環境之間治理方法。

### 創立

#### 國立東華大學環境學院（2009－2022）
2009年，隨著國立東華大學與國立花蓮教育大學合校，國立東華大學環境學院正式成立，為全臺灣第一座環境學院，由國立東華大學管理學院旗下自然資源管理研究所、環境政策研究所，以及國立花蓮教育大學理學院旗下生態與環境教育研究所、地球科學研究所、生物資源與科技研究所組成，其整合成立唯一學術科系－自然資源與環境學系，旗下有生態與保育、環境教育與生態旅遊、環境政策與城鄉規劃、地球科學四大學術領域。
2011年，東華環境學院開辦旗下第一座全英授課國際碩士班。2014年，東華環境學院整合人文社會科學學院、原住民民族學院師資陣容，開辦全臺灣第一所「人文與環境碩士學位學程」，培育具國際觀與環境社會科學思維之環境改變者。2016年，東華環境學院與國立清華大學生命科學院、國立臺灣大學、國立自然科學博物館、《科學人》建立合作關係，共同開辦「未來地球生態學程」培育未來博物學家。

## 旗下學術單位

### 自然資源與環境學系（NRES）
簡稱東華自資，以跨領域科學整合研究環境問題為使命，學術領域涵蓋地球科學、地質學、植物生物學、昆蟲植物學、保育生物學、環境科學、環境工程、環境教育、永續旅遊、陸海域生態學、社會生態學，擁有學士班、碩士班、國際碩士班、博士班。

#### 學士班（B.S.）
國立東華大學首創引入歐美大學之「學程化制度」，提供學士班更彈性的副修或雙主修空間。
自然資源與環際學系學士班主修學程(major)，需完成下列三個學程：
(1) 環境學院基礎學程（Foundation Program of Environmental Studies）
(2) 自然資源與環境學系核心學程（Core Program of Natural Resources and Environmental Studies）
(3) 專業選修學程（下列三選一）：
- 生態與保育學程（Ecology and Conservation Program）
- 地球科學學程（Earth Sciences Program）
- 環境管理與環境教育學程（Environmental Management and Environmental Education Program）
學士班學生滿足校核心課程、學程相關規定及128.0學分，符合畢業要求，即授予理學學士學位（Bachelor of Science, B.S.）。

#### 碩士班（M.S.）
東華自資擁有全英語授課之國際碩士班，提供國內外研究生跨國經驗交流的機會。自然資源與環境碩士班，下分環境政策與城鄉規劃、環境教育與生態旅遊、生態與保育、地球科學四大教學分組，研究生可選擇研究型論文及實用型論文，前者著重研究能力養成，畢業論文為研究型論文；後者以專業訓練為主，能以專業技術報告取代學術論文。滿足修業規定之畢業碩士生授予理學碩士學位（Master of Science, M.S.）。
- 自然資源與環境學國際碩士班
- 碩士班環境政策與城鄉規劃組
- 碩士班環境教育與生態旅遊組
- 碩士班生態與保育組
- 碩士班地球科學組

#### 博士班（Ph.D.）
自然資源與環境博士班畢業學分為30學分，包含專業必修15學分、專業選修15學分，以及學術論文要求，畢業博士生授予理學博士學位（Doctor of Philosophy, Ph.D.）。

### 海洋生物研究所（Graduate Institute of Marine Biology）
前身為2005年「海洋生物科技研究所」、「海洋生物多樣性及演化研究所」，爾後二所整合為海洋生物研究所，東華海生所座落於於屏東縣車城鄉的國立海洋生物博物館內，位於海洋環境資源豐富的墾丁國家公園，周圍環繞珊瑚礁岩及豐富的熱帶海洋生物，並由海生館提供科學研究設施，與博士級研究師資，使研究生能直接利用海生館的資源進行研究與學習。

### 人文與環境國際碩士學位學程
人文與環境國際碩士學程（MSc in Humanity and  Environmental Science）為目前全臺灣唯一整合環境研究、原住民民族研究、人文社會科學三大師資陣容的全英語授課學程，培育學生成為「環境改變者」（Environmental Change-Makers）。
人文與環境國際碩士學程以「應用生態學及人文領域」、「科學管理」、「環境政策與治理」三階段課程設計，培養學生以尊重與謹慎態度面對退化中的自然、社會、文化等而衍生的環境議題，並積極推動可持續性的永續發展，建構具人文關懷的社區經營與資源治理模式，達有效的共同管理目標。其畢業學分為27學分，包含專業必修15學分、專業選修12學分，以及學術論文要求，畢業碩士生授予理學碩士學位（Master of Science, M.S.）。

## 學術研究與國際交流

### 學術成就

#### 泰晤士中國學科評級
2022年《泰晤士中國學科評級》，東華環海學院在地質學、生態學、環境科學與工程皆為全球A-學科，為全臺灣前4大。
- 地質學：評為全球A-學科，僅次國立臺灣大學（A+）、國立成功大學（A）、國立中央大學（A），列為全臺灣第4大。
- 生態學：評為全球A-學科，僅次國立臺灣大學（A+）、國立成功大學（A）、國立中央大學（A），與國立清華大學、國立陽明交通大學並列為全臺灣第4大。
- 環境科學與工程：評為全球A-學科，僅次國立臺灣大學（A+）、國立成功大學（A+），與國立清華大學並列為全臺灣第3大。

#### SCImago
2024年《SCImago》 全球學術機構學科評比，東華環海學院在「水生科學」（Aquatic Science）、被列入全球排名第312位、臺灣排名第3位；在「動物科學與動物學」（Animal Science and Zoology）被列為全球排名第640位、臺灣排名第7位。

#### Research.com
2022年《Research.com》全球頂尖大學學科排名，東華環海學院在「生態與演化」（Ecology and Evolution）被列為全球排名第707名，為全臺灣第3大。

### 學院研究中心

#### 生態及永續科學跨領域研究中心
生態及永續科學跨領域研究中心（Center for Interdisciplinary Research on Ecology and Sustainability, 簡稱CIRES）成立於2020年，CIRES期望成為科學交流與合作研究的區域中心平台，以推動社會生態系統（Social-Ecological System）之韌性研究，促進社會生態系統治理，進而解決在全球變遷影響下，日益嚴重的環境/社會/經濟議題。

#### 臺灣東部地震研究中心
在國家科學及技術委員會計畫支持下，聯合國立東華大學、中央氣象局、中央研究院地球科學研究所、國家地震工程研究中心、中央地質調查所、國立臺灣大學、國立成功大學、國立中央大學等相關學術機構，共同合作建置「臺灣東部地震研究中心（Eastern Taiwan Earthquake Research Center）」，為臺灣東部地震研究的整合平台及重要科研中心。
因東臺灣位於菲律賓海板塊和歐亞大陸板塊主要碰撞邊界上，快速的板塊運動速率及高密度的地震活動，使東臺灣成為最佳的自然實驗地區，特別是位於板塊碰撞及隱沒過渡帶的花東縱谷，更是臺灣地震發生頻率最高區域。透過跨部會國家資源與東華環海學院聯合成立「臺灣東部地震研究中心」，能夠更具體觀測分析臺灣東部之地體構造，評估潛在的大地震威脅性，是臺灣區域地震預警、區域地震資料整合、地震前兆觀測研究、地震防災應用，具重要影響力之地震研究機構。

### 對外學術關係
東華環海學院與全球多所環境研究領域之高等學府與機構擁有合作關係，與日本北海道大學環境科學院/地球環境科學研究院、中國浙江大學生命科學學院、中國地質大學，在師生雙邊移地教學、野外實察、學術交流皆有成果；東華環院也與尼泊爾政府森林暨環境部、尼國動物保育及研究基金會簽屬合作協議，協助訓練尼國環境教育人才，是尼國在臺灣唯一簽署單位，更在「熱帶生態學課程」引領師生赴馬來西亞雨林移地野外實習；除了學術交流，也接待自香港中文大學地球系統科學系、日本東京大學地震研究所、日本東北大學災害科學國際研究所、東京理科大學建築學系、美國奧克蘭大學地球科學研究所、德國地球科學研究中心（GFZ）等師生參訪。

### 實驗室
東華環海學院擁有26座不同領域實驗室，列於下表：
- 人文生態與教育實驗室/ 環境教育中心
- 生態旅遊規劃與綠生活實驗室
- 環境學習中心實驗室
- 奈米生技實驗室
- 植物與微生物學實驗室
- 水生資源實驗室
- 環境宿命與管理實驗室
- 水棲昆蟲實驗室
- 兩棲類保育研究室
- 地景保育與社區參與實驗室
- 拉曼光譜實驗室
- 三維雷射掃描與攝影測量實驗室
- 野生動物實驗室
- 陸域生態系統實驗室
- 鄉村保存研究室
- 共有資源治理研究室
- 仿生與環境實驗室/環境化學與計算實驗室
- 自然暨文化資源管理實驗室
- 地理資訊系統實驗室
- 植物生態實驗室
- 地表作用與遙測實驗室/元素分析實驗室
- 地球物理實驗室/台灣東部地震研究中心
- 岩石與地質微分析實驗室
- 鳥類研究室
- 海洋遙測實驗室
- 計量生態實驗室
- 碳中和實驗室 （页面存档备份，存于）

## 人物

過去與現任國立東華大學環境暨海洋學院學者有：
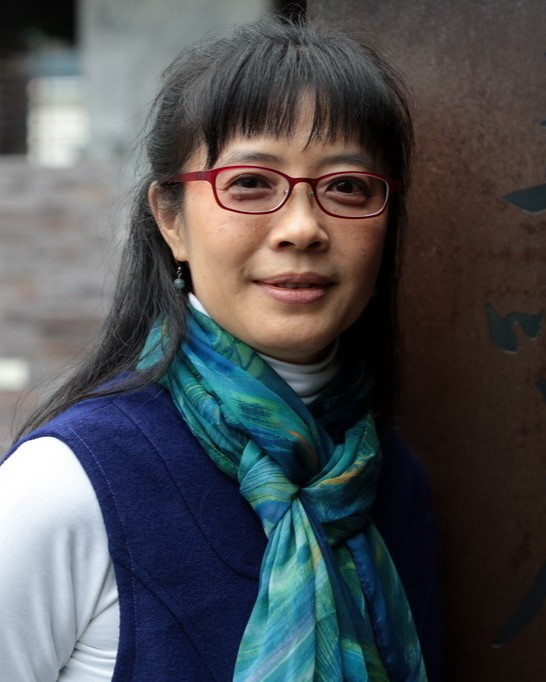
顧瑜君 五味屋社會企業創辦人
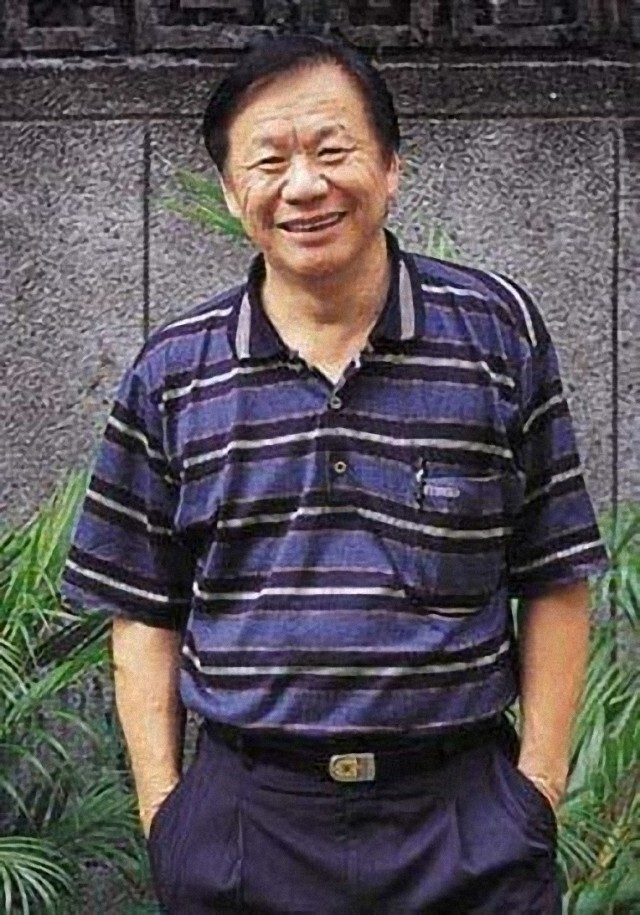
徐國士 太魯閣國家公園首任處長
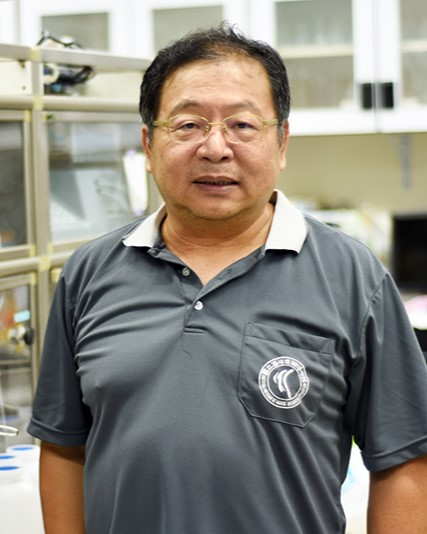
孟培傑 國家實驗研究院海洋科技研究中心主任

### 引用
1. ↑  . www.unews.com.tw.   [2021-12-15]. （原始内容存档于2021-12-15）.
2. ↑  . collego.edu.tw.   [2021-12-10]. （原始内容存档于2021-12-10）.
3. 1 2  . Times Higher Education (THE). 2022-04-28  [2022-07-24]. （原始内容存档于2022-07-24） （中文（简体））.
4. 1 2 3  . ces.ndhu.edu.tw.   [2021-12-10]. （原始内容存档于2022-01-07）.
5. 1 2  . ces.ndhu.edu.tw.   [2021-12-10]. （原始内容存档于2022-01-08）.
6. ↑  . conservation.life.nthu.edu.tw.[]
7. ↑   (PDF).   [2024-10-09]. （原始内容存档 (PDF)于2024-07-27）.
8. ↑   (PDF).   [2023-06-03]. （原始内容存档 (PDF)于2023-06-03）.
9. ↑  .   [2024-10-09]. （原始内容存档于2024-06-14）.
10. ↑  . IOH 開放個人經驗平台.   [2021-12-10]. （原始内容存档于2021-12-10）.
11. ↑  . sys.ndhu.edu.tw.   [2020-08-03]. （原始内容存档于2019-07-15）.
12. ↑  . 國立東華大學 NDHU, National Dong Hwa University.   [2021-05-29]. （原始内容存档于2021-06-03） （中文（臺灣））.
13. ↑  . 國立東華大學海洋生物研究所 NDHU, National Dong Hwa University.   [2021-05-29]. （原始内容存档于2021-06-02） （中文（臺灣））.
14. ↑  . www.scimagoir.com.   [2024-10-03]. （原始内容存档于2025-01-26）.
15. ↑  . Research.com.   [2022-07-24]. （原始内容存档于2022-05-03） （英语）.
16. ↑  . trh.gase.most.ntnu.edu.tw.   [2021-12-10]. （原始内容存档于2021-12-10） （中文（臺灣））.
17. ↑  . www.cna.com.tw.   [2021-12-10]. （原始内容存档于2021-12-10） （中文（臺灣））.
18. ↑  . secret.ndhu.edu.tw.   [2022-01-10]. （原始内容存档于2022-01-10） （中文（臺灣））.
19. ↑  . tec.earth.sinica.edu.tw.   [2022-01-10]. （原始内容存档于2022-01-10）.
20. ↑  自由時報電子報. . 自由時報電子報. 2018-02-07  [2022-01-10]. （原始内容存档于2022-01-11） （中文（臺灣））.
21. ↑  . rc038.ndhu.edu.tw.   [2021-12-10]. （原始内容存档于2021-12-10）.
22. ↑  . rc038.ndhu.edu.tw.   [2021-12-10]. （原始内容存档于2021-12-10）.
23. ↑  . rc038.ndhu.edu.tw.   [2021-12-10]. （原始内容存档于2021-12-10）.
24. ↑  . 聯合新聞網. 20191128T165404Z  [2021-12-10]. （原始内容存档于2021-12-11） （中文（臺灣））.
25. ↑  . rc038.ndhu.edu.tw.   [2021-12-10]. （原始内容存档于2021-12-10）.
26. ↑  . etec.ndhu.edu.tw.   [2021-12-10]. （原始内容存档于2021-12-10） （中文（臺灣））.
27. ↑  . etec.ndhu.edu.tw.   [2021-12-10]. （原始内容存档于2021-12-10） （中文（臺灣））.
28. ↑  . etec.ndhu.edu.tw.   [2021-12-10]. （原始内容存档于2021-12-10）.
29. ↑  . ces.ndhu.edu.tw.   [2021-12-10]. （原始内容存档于2022-01-08）.

## 外部連結
- 國立東華大學自然資源與環境學系 NDHU NRE
- 國立東華大學自然資源與環境學系系學會的Facebook專頁
- YouTube上的國立東華大學自資系學會頻道